# Sphenotoma gracile
Sphenotoma gracile är en ljungväxtart som först beskrevs av Robert Brown, och fick sitt nu gällande namn av Robert Sweet. Sphenotoma gracile ingår i släktet Sphenotoma och familjen ljungväxter. Inga underarter finns listade i Catalogue of Life.